# Gabrje pri Stični
Gabrje pri Stični je naselje v Občini Ivančna Gorica.